# Wittenoom
Wittenoom – dawne miasto w Australii, 1420 km od Perth. Zostało zamknięte ze względu na zalegające tam złoża azbestu pozostałe po jego wydobyciu.

## Historia
Obecność krokidolitu w górach Hamersley znana była już od 1915 roku. W roku 1939 na terenie późniejszego Wittenoom otwarta została pierwsza kopalnia minerału. Pod koniec lat 40. XX wieku miejscowa ludność wystosowała wezwanie do założenia miasta wokół kopalni. Nazwano je na cześć australijskiego odkrywcy Franka Wittenooma; prawa miejskie otrzymało 2 maja 1950 roku.
W roku 1948 inspektor sanitarny Eric Saint zawiadomił Departament Zdrowia Australii Zachodniej o możliwych zaniedbaniach zdrowotnych przy wydobyciu krokidolitu w kopalniach Wittenoom, wskazując na wysokie stężenie pyłu w powietrzu stanowiące ryzyko wystąpienia pylicy azbestowej u zatrudnionych tam robotników. Pierwszy przypadek międzybłoniaka powiązany z tamtejszymi kopalniami został odnotowany w roku 1962 u pracownika zatrudnionego tam w latach 1948–1950. Mimo świadomości szkodliwości pyłu azbestowego wydobycie minerału kontynuowano do roku 1966.
W roku 1966 decyzją firmy CSR Limited zamknięto kopalnię w mieście. W 2006 roku rozpoczął się proces wymazywania nazwy miasta z państwowych map i drogowskazów, a także modernizacji dróg w innych częściach regionu, by zminimalizować ruch przez okolice miasta. W 2019 roku parlament Australii Zachodniej zatwierdził ustawę Wittenoom Closure Bill 2019, ułatwiającą przymusowy wykup gruntów od wciąż pozostających tam osób. W grudniu 2019 roku teren zamieszkiwała jedna osoba.
Mimo ostrzeżeń ze strony rządu miasto nadal przyciąga fanów turystyki ekstremalnej.